# 177415 Queloz
177415 Queloz este o planetă minoră (asteroid) din centura de asteroizi. A fost descoperită pe 9 februarie 2004 la Jura-Observatorium⁠(d) de Michel Ory⁠(d). 
Obiectul prezintă o orbită caracterizată de o semiaxă mare de 2,6088600656483 UAi, o excentricitate de 0,13, o înclinație de 9,3 ° în raport cu ecliptica.